# 스캐든 압스

스캐든(Skadden, Arps, Slate, Meagher & Flom)은 미국의 다국적 대형 로펌이다. 본사는 뉴욕에 위치하고 베이징, 보스턴, 브뤼셀, 시카고, 프랑크푸르트, 홍콩, 휴스턴, 런던, 로스앤젤레스, 모스크바, 뮌헨, 팔로알토, 파리, 상파울루, 서울, 상하이, 싱가포르, 시드니, 도쿄, 토론토, 워싱턴 D.C., 윌밍턴에 지사가 있다. 시카고에 본사를 둔 베이커 앤 맥킨지와 더불어서 세계에서 가장 총 매출액이 큰 로펌 중 하나이다.

## 역사
1948년 4월 1일 만우절에 세명의 변호사 마셜 스캐든(Marshall Skadden), 레스 압스(Les Arps), 존 슬레이트(John Slate)가 뉴욕에서 설립했다. 마셜 스캐든과 레스 압스는 하버드 로스쿨, 존 슬레이트는 컬럼비아 로스쿨을 졸업했다. 하버드 로스쿨 출신 변호사 죠 플롬(Joe Flom)이 최초로 채용되었다. 마지막으로 포덤 대학교 로스쿨을 졸업한 변호사 윌리엄 미거(William Meagher)가 합류하면서 "Skadden, Arps, Slate, Meagher & Flom"이라는 이름이 만들어졌다.
당시 미국 로펌들이 힘들다면서 거들떠 보지도 않던 인수합병 시장을 집중 공략해, 세계 최대의 로펌이 되었다. 죠 플롬 대표변호사가 작은 동네 법률사무소에 불과했던 회사를 세계 최대의 로펌으로 성장시키는 핵심역할을 했다.
2014년 기준으로는 최초 설립자인 3명의 대표 변호사들은 모두 사망했고, 최초로 채용된 변호사인 죠 플롬 대표변호사마저 2011년 사망한 후 펜실베이니아대학교 로스쿨 출신 에릭 프리드먼(Eric Friedman)이 대표변호사로 스캐든을 이끌고 있다.

## 채용
다른 유명 로펌들처럼 스캐든도 명문 로스쿨에서 주로 채용한다. 스캐든에는 하버드 로스쿨 출신들이 가장 많다. 그러나 스캐든의 변호사들은 하버드 등의 명문 로스쿨 출신만 채용하는 것이 아니라, 포덤 대학교 로스쿨 같이 뉴욕시에 위치한 비명문 로스쿨에서도 최우수 성적을 기록하고 재능이 보이는 학생들도 많이 채용하는 편이다.

## 대한민국
2014년 3월 17일 대한민국 법무부는 스캐든의 한국 지사 설립을 허가했다. 론스타를 변호한 것으로, 한국인들에게는 부정적인 이미지가 많은 로펌이다. 스캐든은 서울 사무소가 아시아 태평양 지역에서 7번째 사무소이며, 전세계의 23번째 사무소라고 발표했다.
2008년 법무법인 율촌은 사상 최초로 유럽 지역에서 한국 기업이 외국 기업을 인수합병하는데 메인 카운슬이 되었다. 롯데제과가 벨기에의 길리안사를 인수합병하는 데, 스캐든을 제치고 법률자문 계약을 따냈다. 원래 기업 인수합병 하면 세계에서 가장 선도적이고 유명한 로펌이 스캐든이다.

## 같이 보기
- 2016년 미국 대통령 선거에 대한 러시아의 개입